# Harry N. Routzohn

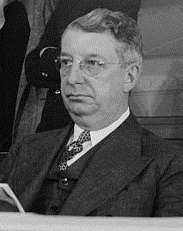
Harry N. Routzohn (1939)

Harry Nelson Routzohn (* 4. November 1881 in Dayton, Ohio; † 14. April 1953 in Washington, D.C.) war ein US-amerikanischer Politiker. Zwischen 1939 und 1941 vertrat er den Bundesstaat Ohio im US-Repräsentantenhaus.

## Werdegang
Harry Routzohn besuchte die öffentlichen Schulen seiner Heimat und war ein Jahr lang als Schmied tätig. Danach wurde er Gerichtsdiener am Berufungsgericht im Montgomery County. Nach einem Jurastudium und seiner 1904 erfolgten Zulassung als Rechtsanwalt begann er in Dayton in diesem Beruf zu arbeiten. Von 1906 bis 1909 fungierte er als stellvertretender Bezirksstaatsanwalt im Montgomery County. Zwischen 1923 und 1930 lehrte er an der University of Dayton Jura. Neben seinen anderen Tätigkeiten war er von 1917 bis 1929 auch als Nachlassrichter tätig. In den Jahren 1930 bis 1932 war er stellvertretender Bundesstaatsanwalt. Zwischen 1925 und 1935 gehörte er auch der Offiziersreserve an. Politisch schloss er sich der Republikanischen Partei an. In den Jahren 1928 und 1932 nahm er als Delegierter an den Republican National Conventions teil, auf denen jeweils Herbert Hoover als Präsidentschaftskandidat nominiert wurde.
Bei den Kongresswahlen des Jahres 1938 wurde Routzohn im dritten Wahlbezirk von Ohio in das US-Repräsentantenhaus in Washington gewählt, wo er am 3. Januar 1939 die Nachfolge des Demokraten Byron B. Harlan antrat. Da er im Jahr 1940 nicht bestätigt wurde, konnte er bis zum 3. Januar 1941 nur eine Legislaturperiode im Kongress absolvieren. Während dieser Zeit wurden die letzten der New-Deal-Gesetze unter Präsident Franklin D. Roosevelt verabschiedet.
Nach seiner Zeit im US-Repräsentantenhaus praktizierte Harry Routzohn wieder als Anwalt. Am 6. März 1953 wurde er unter dem neuen Präsidenten Dwight D. Eisenhower juristischer Mitarbeiter im Arbeitsministerium. Diese Funktion konnte er aber nur wenige Wochen bis zu seinem Tod am 14. April desselben Jahres ausüben.